# Rally di Svezia 2018
Il Rally di Svezia 2018, ufficialmente denominato 66th Rally Sweden, è stata la seconda prova del campionato del mondo rally 2018 nonché la sessantaseiesima edizione del Rally di Svezia e la quarantaduesima con valenza mondiale. La manifestazione si è svoltz dal 15 al 18 febbraio sugli sterrati innevati che attraversano le foreste della contea di Värmland con base a Karlstad, città sulla sponda nord del lago Vänern.
L'evento è stato vinto dal belga Thierry Neuville, navigato dal connazionale Nicolas Gilsoul, al volante di una Hyundai i20 Coupe WRC della squadra ufficiale Hyundai Shell Mobis WRT, davanti alla coppia formata dall'irlandese Craig Breen e dal britannico Scott Martin su Citroën C3 WRC della squadra Citroën Total Abu Dhabi WRT e ai norvegesi Andreas Mikkelsen e Anders Jæger, sempre su i20 Coupe WRC del team Hyundai.

## Itinerario

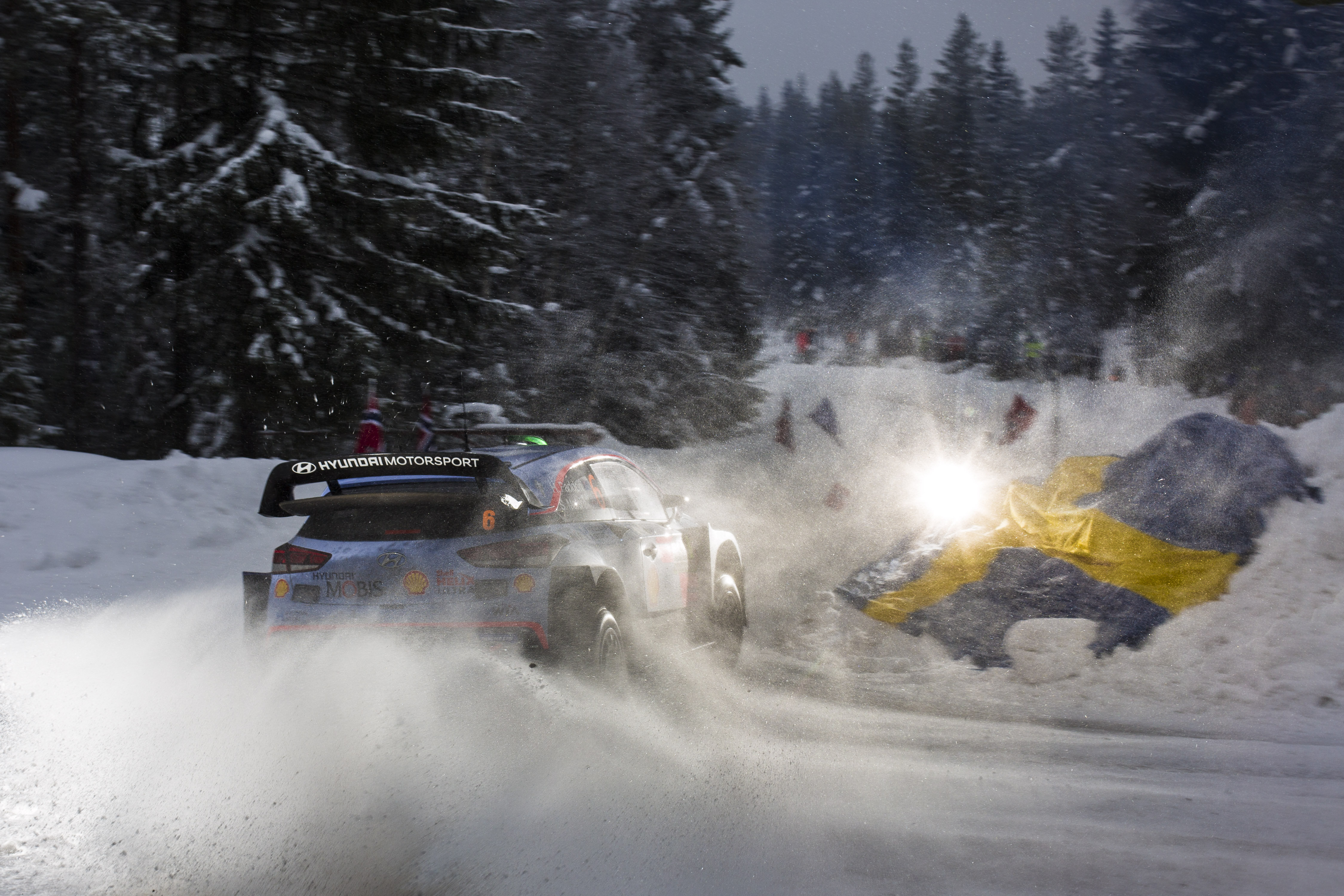
Hayden Paddon e Sebastian Marshall affrontano le tipiche strade innevate svedesi

La manifestazione si disputò nella Contea di Värmland con sconfinamenti nella vicina Norvegia, articolandosi in 19 prove speciali distribuite in quattro giorni, per un totale di 314,25 km, ed ebbe sede a Torsby, capoluogo dell'omonimo comune, nel cui aeroporto venne allestito il parco assistenza per tutti i concorrenti nonché la cerimonia di premiazione.
Il rally ebbe inizio giovedì 15 febbraio a Karlstad, storica sede dell'appuntamento motoristico svedese sino al 2016, con la cerimonia di apertura e la prova super speciale di 1,90 km.
La seconda frazione (venerdì 16 febbraio) si disputò quasi interamente in territorio norvegese nelle foreste a nord-est di Torsby, e si articolava in due classiche sezioni di tre prove ciascuna da svolgersi uno al mattino e uno al pomeriggio, comprendente le speciali di Hof - Finnskog, all'interno della suggestiva foresta dei Finlandesi (in territorio comunale di Åsnes, Norvegia), Svullrya, località presso Grue (Norvegia), in questa edizione la prova più lunga del rally con 24,88 km, e Röjden, lungo il confine tra i due stati scandinavi; al termine del giro gli equipaggi ritornarono a Torsby per correre l'ultima speciale di giornata con arrivo nei pressi del parco assistenza.
Durante la terza frazione (sabato 17 febbraio) si gareggiò sui classici e velocissimi percorsi situati a est di Torsby, nella sezione comprendente le prove di Torntorp, Hagfors (nelle vicinanze dell'omonima cittadina) e Vargåsen, nel cui percorso ha sede l'iconico salto Colin’s Crest, dedicato dagli organizzatori svedesi alla memoria del compianto Colin McRae; al termine della giornata ci si spostò verso sud per correre nuovamente nel circuito di Karlstad e si risalì verso la sede per concludere con una versione ridotta della speciale di Torsby.
Per la giornata finale di domenica 18 febbraio si disputarono le ultime tre prove del rally di cui la prima, la classica Likenäs, da ripetersi due volte mentre la manifestazione si concluse con la ripetizione dell'ultima speciale del venerdì presso Torsby, valevole anche come power stage.

## Resoconto

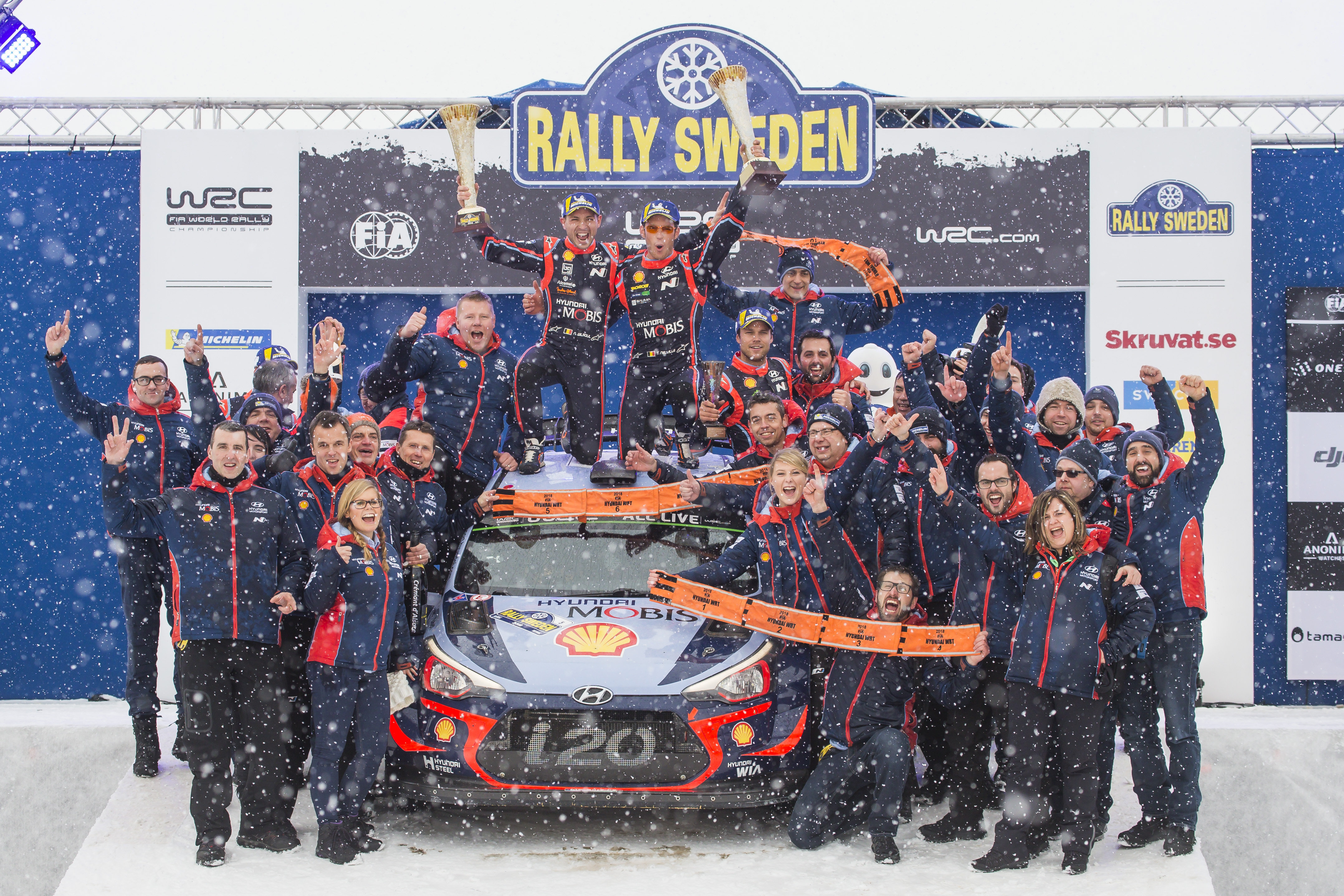
Thierry Neuville e Nicolas Gilsoul festeggiano la vittoria con tutta la squadra Hyundai

Thierry Neuville centrò la sua settima vittoria in carriera, diventando il terzo pilota non scandinavo a imporsi nell'appuntamento svedese dopo i francesi Sébastien Loeb e Sébastien Ogier; nonostante un testacoda e alcuni problemi al selettore delle marce accusati nella giornata di sabato, il belga riuscì ad avere la meglio sull'irlandese Craig Breen (Citroën), giunto secondo con circa 20 secondi di distacco dal vincitore e al suo miglior risultato in carriera. Sul terzo gradino del podio è salito invece Andreas Mikkelsen, compagno di squadra di Neuville, il quale perse il secondo posto a causa di un testacoda occorsogli sabato mattina per cederlo proprio a Breen, che lo sopravanzò di 8,5 secondi.

Quarto, a 17,5 secondi dal podio, è giunto il finlandese Esapekka Lappi, che navigava in seconda piazza durante la giornata del venerdì ma perse diverse posizioni a causa di un'uscita di strada tra i cumuli di neve presenti a bordo strada che causò l'ostruzione del radiatore compromettendo quindi l'efficienza del motore della sua Toyota Yaris WRC. Al quinto posto si è piazzata la terza vettura Hyundai, condotta da Hayden Paddon, costretto a cedere il quarto posto a Lappi nell'ultima prova speciale a causa di un momentaneo spegnimento del motore. Sesto il norvegese Mads Østberg, al debutto sulla Citroën C3 WRC ufficiale e non ancora in piena sintonia col set-up dell'auto e settimo Jari-Matti Latvala (Toyota), attardato da problemi al differenziale. 

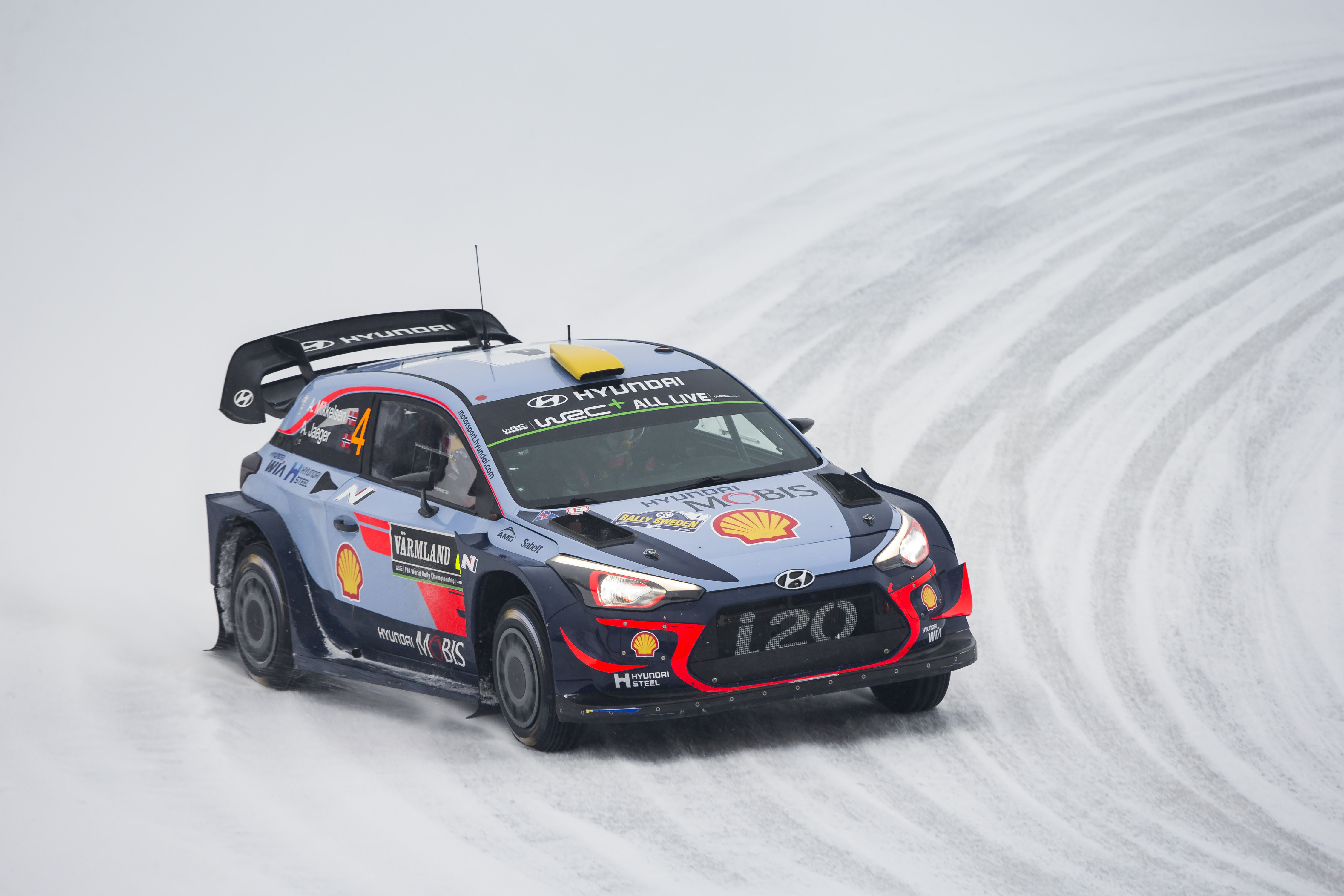
Andreas Mikkelsen, terzo classificato

A chiudere la top ten il finlandese Teemu Suninen su Ford Fiesta WRC, giunto all'ottavo posto e primo classificato della scuderia M-Sport, davanti a Ott Tänak (Toyota), nono, e al vincitore del Rally di Monte Carlo Sébastien Ogier, decimo su Fiesta WRC, entrambi in ritardo sin dalle prime prove speciali anche a causa del fatto che furono gli apripista per tutta la prima giornata. Nonostante un week-end tribolato Malcolm Wilson, titolare della M-Sport, riuscì comunque a far guadagnare a Ogier 5 punti totali di cui 4 ottenuti nella power stage grazie a un ritardo programmato nel presentarsi a un controllo orario, che gli permise di avere poi una migliore posizione di partenza nella stessa; a questi si sommò anche il punto del decimo posto, ottenuto invece sacrificando la posizione di Elfyn Evans (decimo prima dell'ultima prova), anche lui presentatosi in ritardo e finendo quindi fuori dai punti.
Da segnalare il ritiro di Kris Meeke, prima guida Citroën, coinvolto nella giornata del sabato in un insolito incidente con Tänak, il quale lo urtò nel tentativo di sopravanzarlo mentre la C3 WRC del britannico riguadagnava la carreggiata dopo un'uscita di strada; l'estone perse due minuti e Meeke fu costretto all'abbandono.
Neuville e il suo navigatore Nicolas Gilsoul balzarono quindi in vetta alle classifiche piloti e copiloti con 41 punti, sopravanzando di 11 lunghezze Ogier e Ingrassia; terzi Latvala/Anttila e Lappi/Ferm, appaiati a quota 23, e quinti Tänak/Järveoja a 21. Tra i costruttori Hyundai passò a guidare la graduatoria con 54 punti, tallonata dalla squadra Toyota, a quota 53, e seguita da Citroën con 46 mentre M-Sport scivolò al quarto posto con 43.

## Risultati

### Classifica
| Pos.       | Nº       | Pilota                   | Co-pilota           | Auto                  | Squadra                     | Classe      | Tempo     | Distacco | Punti    |
| Generale   | Generale | Generale                 | Generale            | Generale              | Generale                    | Generale    | Generale  | Generale | Generale |
| ---------- | -------- | ------------------------ | ------------------- | --------------------- | --------------------------- | ----------- | --------- | -------- | -------- |
| 1.         | 5        | Thierry Neuville         | Nicolas Gilsoul     | Hyundai i20 Coupe WRC | Hyundai Shell Mobis WRT     | WRC         | 2h52'13"1 |          | 27       |
| 2.         | 11       | Craig Breen              | Scott Martin        | Citroën C3 WRC        | Citroën Total Abu Dhabi WRT | WRC         | 2h52'32"9 | +19"8    | 18       |
| 3.         | 4        | Andreas Mikkelsen        | Anders Jæger        | Hyundai i20 Coupe WRC | Hyundai Shell Mobis WRT     | WRC         | 2h52'41"4 | +28"3    | 18       |
| 4.         | 9        | Esapekka Lappi           | Janne Ferm          | Toyota Yaris WRC      | Toyota Gazoo Racing WRT     | WRC         | 2h52'58"9 | +45"8    | 17       |
| 5.         | 6        | Hayden Paddon            | Sebastian Marshall  | Hyundai i20 Coupe WRC | Hyundai Shell Mobis WRT     | WRC         | 2h53'07"5 | +54"4    | 10       |
| 6.         | 12       | Mads Østberg             | Torstein Eriksen    | Citroën C3 WRC        | Citroën Total Abu Dhabi WRT | WRC         | 2h53'28"4 | +1'15"3  | 8        |
| 7.         | 7        | Jari-Matti Latvala       | Miikka Anttila      | Toyota Yaris WRC      | Toyota Gazoo Racing WRT     | WRC         | 2h54'18"0 | +2'04"9  | 6        |
| 8.         | 3        | Teemu Suninen            | Mikko Markkula      | Ford Fiesta WRC       | M-Sport Ford WRT            | WRC         | 2h55'05"3 | +2'52"2  | 4        |
| 9.         | 8        | Ott Tänak                | Martin Järveoja     | Toyota Yaris WRC      | Toyota Gazoo Racing WRT     | WRC         | 2h55'57"5 | +3'44"4  | 3        |
| 10.        | 1        | Sébastien Ogier          | Julien Ingrassia    | Ford Fiesta WRC       | M-Sport Ford WRT            | WRC         | 3h00'58"5 | +8'45"4  | 5        |
| WRC-2      |          |                          |                     |                       |                             |             |           |          |          |
| 1. (11.)   | 35       | Takamoto Katsuta         | Marko Salminen      | Ford Fiesta R5        | Tommi Mäkinen Racing        | RC2 / WRC-2 | 3h01'27"5 |          | 25       |
| 2. (12.)   | 31       | Pontus Tidemand          | Jonas Andersson     | Škoda Fabia R5        | Škoda Motorsport            | RC2 / WRC-2 | 3h01'32"0 | +4"5     | 18       |
| 3. (13.)   | 32       | Ole Christian Veiby      | Stig Rune Skjærmoen | Škoda Fabia R5        | Škoda Motorsport            | RC2 / WRC-2 | 3h01'58"0 | +30"5    | 15       |
| 4. (15.)   | 42       | Mattias Adielsson        | Andreas Johansson   | Škoda Fabia R5        | -                           | RC2 / WRC-2 | 3h03'16"8 | +1'49"3  | 12       |
| 5. (16.)   | 43       | Janne Tuohino            | Reeta Hämäläinen    | Škoda Fabia R5        | Toksport WRT                | RC2 / WRC-2 | 3h03'57"4 | +2'29"9  | 10       |
| 6. (18.)   | 34       | Jari Huttunen            | Antti Linnaketo     | Hyundai i20 R5        | Hyundai Motorsport          | RC2 / WRC-2 | 3h06'29"6 | +5'02"1  | 8        |
| 7. (20.)   | 36       | Hiroki Arai              | Glenn Macneall      | Ford Fiesta R5        | Tommi Mäkinen Racing        | RC2 / WRC-2 | 3h09'07"7 | +7'40"2  | 6        |
| 8. (28.)   | 44       | Lars Stugemo             | Kalle Lexe          | Škoda Fabia R5        | -                           | RC2 / WRC-2 | 3h21'17"8 | +19'50"3 | 4        |
| 9. (38.)   | 33       | Łukasz Pieniążek         | Przemysław Mazur    | Škoda Fabia R5        | Printsport                  | RC2 / WRC-2 | 3h29'33"7 | +28'06"2 | 2        |
| 10. (45.)  | 45       | Jarmo Berg               | Rami Suorsa         | Škoda Fabia R5        | Toksport WRT                | RC2 / WRC-2 | 3h36'39"9 | +35'12"4 | 1        |
| WRC-3      |          |                          |                     |                       |                             |             |           |          |          |
| 1. (23.)   | 63       | Dennis Rådström          | Johan Johansson     | Ford Fiesta R2T       | -                           | RC4 / WRC-3 | 3h16'26"0 |          | 25       |
| 2. (24.)   | 61       | Emil Bergkvist           | Ola Fløene          | Ford Fiesta R2T       | -                           | RC4 / WRC-3 | 3h16'33"3 | +7"3     | 18       |
| 3. (27.)   | 66       | Julius Tannert           | Jürgen Heigl        | Ford Fiesta R2T       | ADAC Sachsen                | RC4 / WRC-3 | 3h21'09"2 | +4'43"2  | 15       |
| 4. (29.)   | 69       | Jean-Baptiste Franceschi | Romain Courbon      | Ford Fiesta R2T       | -                           | RC4 / WRC-3 | 3h21'18"7 | +4'52"7  | 12       |
| 5. (31.)   | 62       | Terry Folb               | Christopher Guieu   | Ford Fiesta R2T       | -                           | RC4 / WRC-3 | 3h21'20"2 | +4'54"2  | 10       |
| 6. (32.)   | 75       | Jurij Protasov           | Pavlo Čerepin       | Citroën DS3 R3 Max    | Go+Cars Atlas Ward          | RC3 / WRC-3 | 3h22'49"1 | +6'23"1  | 8        |
| 7. (33.)   | 67       | Callum Devine            | Keith Moriarty      | Ford Fiesta R2T       | -                           | RC4 / WRC-3 | 3h22'53"9 | +6'27"9  | 6        |
| 8. (36.)   | 76       | Taisko Lario             | Tatu Hämäläinen     | Peugeot 208 R2        | -                           | RC4 / WRC-3 | 3h27'03"3 | +10'37"3 | 4        |
| 9. (41.)   | 73       | Emilio Fernàndez         | Joaquin Riquelme    | Ford Fiesta R2T       | -                           | RC4 / WRC-3 | 3h31'28"1 | +15'02"1 | 2        |
| 10. (42.)  | 70       | Luca Bottarelli          | Manuel Fenoli       | Ford Fiesta R2T       | ACI Team Italia             | RC4 / WRC-3 | 3h32'09"9 | +15'43"9 | 1        |
| Junior WRC |          |                          |                     |                       |                             |             |           |          |          |
| 1. (23.)   | 63       | Dennis Rådström          | Johan Johansson     | Ford Fiesta R2T       | -                           | RC4 / JWRC  | 3h16'26"0 |          | 34       |
| 2. (24.)   | 61       | Emil Bergkvist           | Ola Fløene          | Ford Fiesta R2T       | -                           | RC4 / JWRC  | 3h16'33"3 | +7"3     | 23       |
| 3. (27.)   | 66       | Julius Tannert           | Jürgen Heigl        | Ford Fiesta R2T       | ADAC Sachsen                | RC4 / JWRC  | 3h21'09"2 | +4'43"2  | 15       |
| 4. (29.)   | 69       | Jean-Baptiste Franceschi | Romain Courbon      | Ford Fiesta R2T       | -                           | RC4 / JWRC  | 3h21'18"7 | +4'52"7  | 12       |
| 5. (31.)   | 62       | Terry Folb               | Christopher Guieu   | Ford Fiesta R2T       | -                           | RC4 / JWRC  | 3h21'20"2 | +4'54"2  | 10       |
| 6. (33.)   | 67       | Callum Devine            | Keith Moriarty      | Ford Fiesta R2T       | -                           | RC4 / JWRC  | 3h22'53"9 | +6'27"9  | 8        |
| 7. (41.)   | 73       | Emilio Fernàndez         | Joaquin Riquelme    | Ford Fiesta R2T       | -                           | RC4 / JWRC  | 3h31'28"1 | +15'02"1 | 7        |
| 8. (42.)   | 70       | Luca Bottarelli          | Manuel Fenoli       | Ford Fiesta R2T       | ACI Team Italia             | RC4 / JWRC  | 3h32'09"9 | +15'43"9 | 4        |
| 9. (44.)   | 68       | David Holder             | Jason Farmer        | Ford Fiesta R2T       | -                           | RC4 / JWRC  | 3h35'42"7 | +19'16"7 | 2        |
| 10. (50.)  | 72       | Tom Williams             | Phil Hall           | Ford Fiesta R2T       | -                           | RC4 / JWRC  | 4h05'11"2 | +48'45"2 | 1        |
| ...        | ...      | ...                      | ...                 | ...                   | ...                         | ...         | ...       | ...      | ...      |
| 12. (54.)  | 65       | Ken Torn                 | Kuldar Sikk         | Ford Fiesta R2T       | OT Racing                   | RC4 / JWRC  | 4h12'18"4 | +55'52"4 | 4        |

| Principali ritiri | Principali ritiri | Principali ritiri | Principali ritiri | Principali ritiri | Principali ritiri           | Principali ritiri | Principali ritiri | Principali ritiri |
| PS                | Nº                | Pilota            | Copilota          | Auto              | Squadra                     | Classe            | Causa             | Pos.              |
| ----------------- | ----------------- | ----------------- | ----------------- | ----------------- | --------------------------- | ----------------- | ----------------- | ----------------- |
| PS 19             | 10                | Kris Meeke        | Paul Nagle        | Citroën C3 WRC    | Citroën Total Abu Dhabi WRT | WRC               | Turbocompressore  | 34º               |

Legenda
| Icona | Note                                                                                 |
| ----- | ------------------------------------------------------------------------------------ |
| WRC   | Equipaggio di classe WRC che può conquistare punti per il campionato costruttori     |
| WRC   | Equipaggio di classe WRC che non può conquistare punti per il campionato costruttori |
| WRC-2 | Equipaggio registrato al campionato WRC-2                                            |
| WRC-3 | Equipaggio registrato al campionato WRC-3                                            |
| JWRC  | Equipaggio registrato al campionato Junior WRC                                       |
|       | Ulteriori classificazioni                                                            |

### Prove speciali
| Frazione            | Prova | Ora   | Nome                   | Lunghezza | Vincitori                        | Tempo   | Leader del rally                 |
| ------------------- | ----- | ----- | ---------------------- | --------- | -------------------------------- | ------- | -------------------------------- |
| Frazione 1 (15 Feb) | PS1   | 20:08 | SSS Karlstad 1         | 1,90 km   | Ott Tänak Martin Järveoja        | 1'32"7  | Ott Tänak Martin Järveoja        |
| Frazione 2 (16 Feb) | PS2   | 07:55 | Hof-Finnskog 1         | 21,26 km  | Ott Tänak Martin Järveoja        | 10'32"7 | Ott Tänak Martin Järveoja        |
| Frazione 2 (16 Feb) | PS3   | 09:07 | Svullrya 1             | 24,88 km  | Thierry Neuville Nicolas Gilsoul | 13'16"4 | Thierry Neuville Nicolas Gilsoul |
| Frazione 2 (16 Feb) | PS4   | 09:54 | Röjden 1               | 19,13 km  | Andreas Mikkelsen Anders Jæger   | 10'18"5 | Thierry Neuville Nicolas Gilsoul |
| Frazione 2 (16 Feb) | PS5   | 13:41 | Hof-Finnskog 2         | 21,26 km  | Hayden Paddon Sebastian Marshall | 10'19"5 | Thierry Neuville Nicolas Gilsoul |
| Frazione 2 (16 Feb) | PS6   | 15:03 | Svullrya 2             | 24,88 km  | Craig Breen Scott Martin         | 13'17"3 | Thierry Neuville Nicolas Gilsoul |
| Frazione 2 (16 Feb) | PS7   | 15:50 | Röjden 2               | 19,13 km  | Craig Breen Scott Martin         | 10'06"1 | Thierry Neuville Nicolas Gilsoul |
| Frazione 2 (16 Feb) | PS8   | 16:56 | Torsby 1               | 9,56 km   | Hayden Paddon Sebastian Marshall | 6'23"8  | Thierry Neuville Nicolas Gilsoul |
| Frazione 3 (17 Feb) | PS9   | 07:54 | Torntorp 1             | 19,88 km  | Ott Tänak Martin Järveoja        | 10'02"0 | Thierry Neuville Nicolas Gilsoul |
| Frazione 3 (17 Feb) | PS10  | 09:12 | Hagfors 1              | 23,40 km  | Ott Tänak Martin Järveoja        | 12'58"2 | Thierry Neuville Nicolas Gilsoul |
| Frazione 3 (17 Feb) | PS11  | 10:08 | Vargåsen 1             | 14,21 km  | Thierry Neuville Nicolas Gilsoul | 8'35"9  | Thierry Neuville Nicolas Gilsoul |
| Frazione 3 (17 Feb) | PS12  | 12:41 | Torntorp 1             | 19,88 km  | Craig Breen Scott Martin         | 9'55"3  | Thierry Neuville Nicolas Gilsoul |
| Frazione 3 (17 Feb) | PS13  | 14:12 | Hagfors 2              | 23,40 km  | Thierry Neuville Nicolas Gilsoul | 12'44"5 | Thierry Neuville Nicolas Gilsoul |
| Frazione 3 (17 Feb) | PS14  | 15:08 | Vargåsen 2             | 14,21 km  | Thierry Neuville Nicolas Gilsoul | 8'28"2  | Thierry Neuville Nicolas Gilsoul |
| Frazione 3 (17 Feb) | PS15  | 17:41 | SSS Karlstad 2         | 1,90 km   | Ott Tänak Martin Järveoja        | 1'34"7  | Thierry Neuville Nicolas Gilsoul |
| Frazione 3 (17 Feb) | PS16  | 19:26 | Torsby Sprint          | 3,43 km   | Thierry Neuville Nicolas Gilsoul | 2'32"7  | Thierry Neuville Nicolas Gilsoul |
| Frazione 4 (18 Feb) | PS17  | 07:50 | Likenäs 1              | 21,19 km  | Ott Tänak Martin Järveoja        | 11'11"8 | Thierry Neuville Nicolas Gilsoul |
| Frazione 4 (18 Feb) | PS18  | 09:51 | Likenäs 2              | 21,19 km  | Esapekka Lappi Janne Ferm        | 11'15"0 | Thierry Neuville Nicolas Gilsoul |
| Frazione 4 (18 Feb) | PS19  | 12:18 | Torsby 2 (power stage) | 9,56 km   | Esapekka Lappi Janne Ferm        | 6'01"2  | Thierry Neuville Nicolas Gilsoul |

### Power stage
PS19: Torsby 2 di 9,56 km, disputatasi domenica 18 febbraio 2018 alle ore 12:18 (UTC+1).
| Pos. | No. | Pilota            | Co-pilota        | Auto                  | Classe | Tempo  | Distacco | Punti |
| ---- | --- | ----------------- | ---------------- | --------------------- | ------ | ------ | -------- | ----- |
| 1    | 9   | Esapekka Lappi    | Janne Ferm       | Toyota Yaris WRC      | WRC    | 6'01"2 |          | 5     |
| 2    | 1   | Sébastien Ogier   | Julien Ingrassia | Ford Fiesta WRC       | WRC    | 6'02"5 | +1"3     | 4     |
| 3    | 4   | Andreas Mikkelsen | Anders Jæger     | Hyundai i20 Coupe WRC | WRC    | 6'03"1 | +1"9     | 3     |
| 4    | 5   | Thierry Neuville  | Nicolas Gilsoul  | Hyundai i20 Coupe WRC | WRC    | 6'04"4 | +3"2     | 2     |
| 5    | 8   | Ott Tänak         | Martin Järveoja  | Toyota Yaris WRC      | WRC    | 6'06"4 | +5"2     | 1     |

## Classifiche mondiali
Classifica piloti
| Pos. | Pos. | Pilota             | Punti |
| ---- | ---- | ------------------ | ----- |
| 1    | 4    | Thierry Neuville   | 41    |
| 2    | 1    | Sébastien Ogier    | 31    |
| 3    |      | Jari-Matti Latvala | 23    |
| 4    | 3    | Esapekka Lappi     | 23    |
| 5    | 3    | Ott Tänak          | 21    |
| 6    | 3    | Andreas Mikkelsen  | 21    |
| 7    | 3    | Craig Breen        | 20    |
| 8    | 4    | Kris Meeke         | 17    |
| 9    | N    | Hayden Paddon      | 10    |
| 10   | 4    | Elfyn Evans        | 8     |
| 11   | N    | Mads Østberg       | 8     |
| 12   | N    | Teemu Suninen      | 4     |
| 12   | 4    | Bryan Bouffier     | 4     |
| 14   | 3    | Jan Kopecký        | 1     |

Classifica co-piloti
| Pos. | Pos. | Pilota             | Punti |
| ---- | ---- | ------------------ | ----- |
| 1    | 4    | Nicolas Gilsoul    | 41    |
| 2    | 1    | Julien Ingrassia   | 31    |
| 3    |      | Miikka Anttila     | 23    |
| 4    | 3    | Janne Ferm         | 23    |
| 5    | 3    | Martin Järveoja    | 21    |
| 6    | 3    | Anders Jæger       | 21    |
| 7    | 3    | Scott Martin       | 20    |
| 8    | 4    | Paul Nagle         | 17    |
| 9    | N    | Sebastian Marshall | 10    |
| 10   | 4    | Daniel Barritt     | 8     |
| 11   | N    | Torstein Eriksen   | 8     |
| 12   | N    | Mikko Markkula     | 4     |
| 12   | 4    | Xavier Panseri     | 4     |
| 14   | 3    | Pavel Dresler      | 1     |

Classifica costruttori WRC
| Pos. | Pos. | Squadra                     | Punti |
| ---- | ---- | --------------------------- | ----- |
| 1    | 3    | Hyundai Shell Mobis WRT     | 54    |
| 2    | 1    | Toyota Gazoo Racing WRT     | 53    |
| 3    |      | Citroën Total Abu Dhabi WRT | 46    |
| 4    | 3    | M-Sport Ford WRT            | 43    |